# Помощники ПВО люфтваффе
«Помощники ПВО» люфтваффе (нем. Flakhelfer) — подразделения люфтваффе, сформированные на оккупированной территории ряда стран Европы из местных жителей во время Второй мировой войны.

## Словакия
В состав вспомогательной службы ПВО в Словакии были зачислены 2000 человек, значительная часть из них были членами «гитлерюгенда»

## Оккупированная территория СССР

### РСФСР

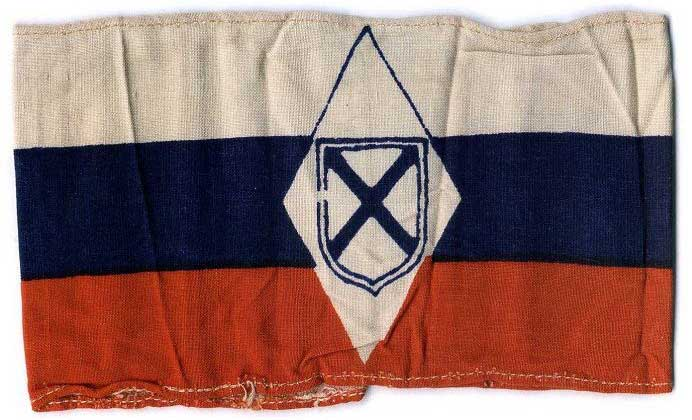
Нарукавная повязка русских воспитанников СС, 1944-45

С марта 1944 года объединёнными усилиями Гитлерюгенда, СС и люфтваффе в состав вспомогательной службы ПВО на оккупированной территории РСФСР стали вербоваться юноши и девушки в возрасте от 15 до 20 лет. Численность русских добровольцев, изначально называвшихся «помощниками люфтваффе» (Luftwaffenhelfer), а с 4 декабря 1944 года — «воспитанниками СС» (SS-Zogling), составила 1 383 человека. Их функции — обслуживающий персонал в зенитных батареях и строительных частях люфтваффе.

### Белоруссия
В сентябре 1944 года Службой Никкеля и Союзом белорусской молодёжи в «помощники ПВО» были завербованы 2354 молодых белоруса (по другим данным — около 5 тыс.). Из них были отобраны группы для обучения в зенитно-артиллерийской школе. По окончании курса учёбы их включили в состав частей ПВО Берлина, в качестве отдельных белорусских подразделений.

### Украина
На Украине вербовка молодых людей во «вспомогательную службу ПВО» началась в марте 1944 года. Завербованные украинцы поступали в распоряжение «Боевой специальной команды Гитлерюгенда Юг», штаб которой располагался во Львове. При первом наборе было завербовано 5933 человека, подавляющее большинство которых были направлены в ПВО,почти все остальные — в транспортную службу и подразделения связи люфтваффе, а 250 молодых мужчин — в обучение на унтер-офицерские курсы войск СС с дальнейшим направлением в дивизию СС «Галичина». 31 марта 1945 года число украинцев среди «помощников ПВО» составляло 7668 человек.

### Эстония
1 июля 1944 года в Таллине состоялось совещание германской оккупационной администрации, эстонского самоуправления и руководителей профашистской организации «Эстонская молодёжь». Целью совещания было создание, по возможности на добровольной основе, корпуса эстонской молодёжи (от 15 до 20 лет) для несения вспомогательной службы в частях ПВО. Предполагалось, что добровольцы будут служить на территории своей страны и исключительно в ведении люфтваффе, однако ни одно из этих условий на практике не было соблюдено, так как уже в сентябре Эстония была оставлена немцами.
Всего до сентября 1944 года в качестве «помощников ПВО» удалось мобилизовать около 3 тысяч человек, в том числе 478 девушек. После трёхнедельной подготовки все они были направлены в действующие части ПВО для обслуживания орудий и прожекторных установок, в подразделения установок дымовой завесы, роты привязных аэростатов, транспортные и снабженческие части ВВС — вплоть до работы в мастерских и на кухнях. Из общего числа эстонских «помощников» 346 человек были переведены в кригсмарине в качестве «помощников флота» (Marine-Helfer), однако после эвакуации из Эстонии снова возвратились в подчинение люфтваффе.
В период наступления Красной армии на территории Эстонии около 1 тысячи «помощников» были эвакуированы вместе с отступающими германскими войсками и перевезены в лагеря на территории Германии, Чехословакии и Дании. Большая часть — около 800 человек — была отправлена в город Висмар на Балтийском побережье, где составила 60-й резервный батальон ПВО. Отсюда, после соответствующей подготовки, получившие квалификацию канониров (рядовых зенитной артиллерии) «помощники» были переведены в Данию. В марте 1945 года в Оденсе им объявили о присоединении к 20-му учебно-запасному полку СС, являвшемуся резервной тыловой частью 20-й гренадёрской дивизии СС.

### Латвия
В августе 1944 года «Латвийская молодёжная организация» объявила призыв, в результате которого в «помощники ПВО» (Luftwaffe — Kampfhelfer) были призваны 4 тыс. юношей и 1 тыс. девушек 1928 года рождения. После трёхнедельной подготовки добровольцы направлялись в действующие части ПВО. Большая часть личного состава прошла подготовку в учебном лагере СС в Эгере (Судетская область). Отсюда в апреле 1945 года 60 юношей были переведены в Ауссиг, где из них была сформирована танкоистребительная рота "Рига" в составе Латвийского легиона СС. Противотанковым вооружением данное подразделение не располагало, что послужило основанием для отступления без боёв на запад, где, 6 мая 1945 года, в полном составе «Рига» сдалась американским войскам.

### Литва
В Литве отмечен призыв «Помощниками ПВО» 1012 юношей с 15 марта по 20 сентября 1944 года. Они были направлены вспомогательным персоналом в части связи ВВС, моторизованные дивизионы ПВО и прочие наземные части люфтваффе. При этом, достоверно известно о наличии вспомогательного персонала женского пола литовской национальности в авиационных частях связи и ПВО; хотя в доступной документации этого призыва (проведённого в оккупированной Литве Службой Никкеля и Гитлерюгендом) девушки не упоминаются.